# Umysł zamknięty
Umysł zamknięty – utwór pisany autorstwa Allana Blooma, wydany w 1987 roku, będący krytyką ówczesnej kultury amerykańskiej z konserwatywnego punktu widzenia. 
Bloom zarzuca społeczeństwu amerykańskiemu relatywizm, pozorny egalitaryzm, niezdolność do budowania prawdziwych hierarchii wartości, płytkość. 